# Provincia Occidental (Zambia)
La provincia Occidental, también conocida como Barotselandia debido a los lozi (a veces llamados barotse), es una de las diez provincias de Zambia. Tiene su capital en Mongu. La población de la provincia en 2010 era de 902 974 habitantes.

## Distritos
La provincia cuenta con 16 distritos:
- Kalabo
- Kaoma
- Limulunga
- Luampa
- Lukulu
- Mitete
- Mongu
- Mulobezi
- Mwandi
- Nalolo
- Nkeyema
- Senanga
- Sesheke
- Shangombo
- Sikongo
- Sioma

## Geografía
La mayor parte de la provincia está ocupada por las llanuras Barotse, unos enormes humedales en torno al curso del río Zambeze, junto a las confluencias con los ríos Lungwebungu y Kabompo, provistos de sus propios humedales. Situada en el límite norte de la provincia, esta zona queda anegada por las aguas entre los meses de diciembre y junio, y está llena de afluentes del Zambeze, que permiten un buen desarrollo de la agricultura y de los asentamientos humanos de la región.
Lejos de los grandes ríos, la provincia se convierte en un yermo de dunas de arena con muchas lagunas y depresiones inundables que preceden al desierto Kalahari. Parte de estas zonas la cubren sabanas y bosques.

### Carreteras y comunicaciones
Mongu no está bien comunicada por carreteras asfaltadas. El acceso más importante se da a través de los 610 kilómetros de la Gran Carretera del Oeste, que une la ciudad con Lusaka, en el pasado sin mantenimiento y recientemente tratada.
Existe un ambicioso plan regional que pretende proveeer a Mongun del mejor enlace de carretera de Zambia, comunicando con Angola a través de los humedales Barotse, aunque se encuentras serias dificultades. Este enlace tendría que tener un gran puente sobre el Zambeze, además de modificar la ruta del ferry en Sandaula. La comunicación quedaría elevada y pasaría por la frontera noroeste de Angola, hasta Lumbala N'guimbo y Cuito Cuanavale. La construcción de esta infraestructura, en su tramo Mongu-Kalabo, estaba prevista para 2006, tras haber quedado anteriormente estancadas otros tramos en los periodos 2003/2004. Para noviembre del 2007 la carretera estaba habilitada de Mongu a Lealui y de Sandaula a Kalabo, pero la construcción del puente no había comenzado.
Por su parte, la carretera Mongu-Senanga está en muy malas condiciones y la última de las vías pavimentadas, la de Livingstone-Sesheke, es adecuada. El resto de las calzadas de la provincia consisten en pequeños caminos de grava.

## Etnias
La minoría étnica más importante es la lozi, tradicionalmente emparentados con los matabele de Zimbabue. Están organizados en grupos liderados por unos cabezillas llamados litunga, sistema antiguo y bien establecido. Son constantes los desplazamientos estacionales de los litunga a su capital, Lealui, y a su ciudad cultural Limulunga, hoy destino turístico.

## Economía
La economía se basa en la cría de bovinos, que son vendidos en las ciudades del lejano este cuando se requiere dinero para bienes muebles, colegios o medicinas. Los cultivos principales son el maíz, el arroz, el mijo y varios tipos de verduras.

## Industria
La industria es maderera y se sostiene gracias a los bosques de teca, que se alzan al sur de la provincia. Gracias al desarrollo de esta industria la zona cuenta con un gran ferrocarril de uso privado que va de Livingstone a Mulobezi. Debido al gran tiempo que la teca tarda en crecer, la industria maderera está en fase de decandencia.
Actualmente no hay ningún otro tipo destacable de industria en la región, aunque en el pasado hubo minas de diamantes y explotaciones petrolíferas.

## Turismo
Las principales atracciones turísticas de la provincia son los deportes acuáticos y la pesca en el Zambeze, además de la ceremonia de Kuomboka, que se celebra anualmente.

## Parques nacionales y áreas naturales
- Río Zambeze y sus humedales.
- Parque nacional Llanuras Liuwa.
- Parque nacional Sioma Ngwezi.
- Área del Zambeze oeste.